# Neochactas laui
Espèce
Synonymes
- Broteochactas laui Kjellesvig-Waering, 1966

Neochactas laui est une espèce de scorpions de la famille des Chactidae.

## Distribution
Cette espèce est endémique de Tobago à Trinité-et-Tobago.

## Description
Neochactas laui mesure de 22 à 25 mm.

## Systématique et taxinomie
Cette espèce a été décrite sous le protonyme Broteochactas laui par Kjellesvig-Waering en 1966. Elle est placée dans le genre Neochactas par Soleglad et Fet en 2003.

## Étymologie
Cette espèce est nommée en l'honneur d'Edgar Lau.

## Publication originale
- Kjellesvig-Waering, 1966 : The scorpions of Trinidad and Tobago. Caribbean Journal of Science, vol. 6, no 3/4, p. 124–135.